# 普羅亨貝格山

47°55′58″N 14°54′59″E / 47.93278°N 14.91639°E

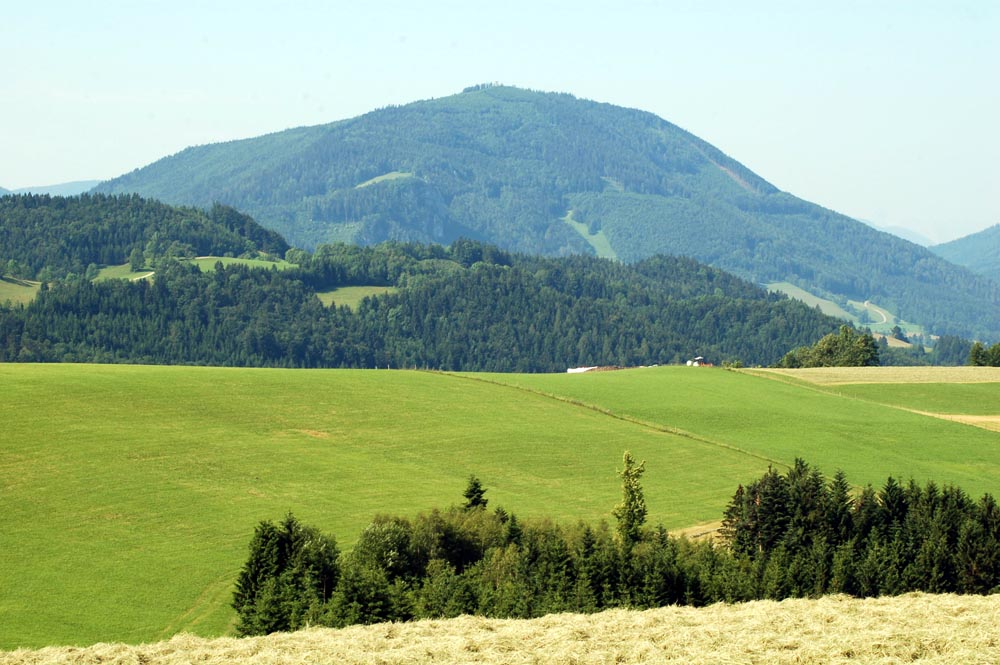

普羅亨貝格山（德語：Prochenberg），是奧地利的山峰，位於該國東北部，由下奧地利州負責管轄，屬於伊布斯阿爾卑斯山脈的一部分，距離弗賴斯靈山4.6公里，海拔高度1,123米，每年平均降雨量1,513毫米。